# ابراهیم کایپاک‌کایا
ابراهیم کایپاک‌کایا (انگلیسی: İbrahim Kaypakkaya)، (زاده ۱۹۴۹ - درگذشته ۱۸ مه ۱۹۷۳) بنیانگذار حزب کمونیست (کمونیست ترکیه/ مارکسیست-لنینیست) بود. پس از کودتای سال ۱۹۷۱ ترکیه، به جنبش کمونیستی در ترکیه ادامه داد. کایپاک‌کایا و چندین تن از همکارانش دستگیر شدند. کایپاک‌کایا در سال ۱۹۷۳ پس از بیش از ۴ ماه شکنجه اعدام شد. او امروز به عنوان نماد مقاومت مورد احترام بسیاری از دوستداران او است.